# Krzekoty
Krzekoty (Duits: Groß Hasselberg) is een plaats in het Poolse district  Braniewski, woiwodschap Ermland-Mazurië. De plaats maakt deel uit van de gemeente Lelkowo en telt 70 inwoners.